# PGC 2247848
LEDA/PGC 2247848 ist eine Galaxie im Sternbild Jagdhunde am Nordsternhimmel. Sie ist schätzungsweise 570 Millionen Lichtjahre von der Milchstraße entfernt und hat einen Durchmesser von etwa 65.000 Lichtjahren. Vom Sonnensystem aus entfernt sich das Objekt mit einer errechneten Radialgeschwindigkeit von näherungsweise 12.700 Kilometern pro Sekunde.
Im selben Himmelsareal befinden sich unter anderem die Galaxien PGC 47904, PGC 48064, PGC 2243234, PGC 2248936.